# Die großen Erfolge (Freddy-Quinn-Album, 1973)
Die großen Erfolge ist das zwölfte Kompilationsalbum des österreichischen Schlagersängers Freddy Quinn, das 1973 vom Musiklabel Polydor (Nummer 2371 377) auf Schallplatte in Deutschland veröffentlicht wurde. Unter der Polydor-Nummer 3150 344 wurde es auch auf Kompaktkassette veröffentlicht. Das phonographische Copyright liegt bei Polydor International GmbH, der Druck geschah durch die Gerhard Kaiser GmbH. Der Acetatlackschnitt und die Pressung wurde von Phonodisc GmbH durchgeführt. Druck und Herstellung geschahen in Deutschland. Die Veröffentlichung geschah unter der Rechtegesellschaft Gesellschaft für musikalische Aufführungs- und mechanische Vervielfältigungsrechte.

## Schallplattenhülle
Auf der Schallplattenhülle bzw. der Kompaktkassettenhülle ist Freddy Quinn mit schwarzem Hemd und einem weißen Sakko sichtbar. „Die großen Erfolge“ ist oben in lila Schrift auf gelben Hintergrund zu lesen, darunter „Freddy“ in weißen Großbuchstaben auf lila Hintergrund. Unter dem Bild von Freddy Quinn sind alle zwölf Liedtitel in roter Schrift auf gelbem Hintergrund angeführt.

## Musik
Alle Lieder, mit Ausnahme von Die Reise ohne Wiederkehr, wurden in den Jahren 1966 bis 1973 als Single veröffentlicht.

## Titelliste
Das Album beinhaltet folgende 14 Titel:
- Seite 1

1. Atlantis – Geschrieben von Georg Buschor und Wolfgang Rödelberger
2. Morgen beginnt die Welt – Geschrieben von Bert Kaempfert, Ernst Bader und Victor Bach
3. Golden Boy – Geschrieben von Freddy Quinn und Victor Bach
4. Der Junge von St. Pauli – Geschrieben von Ernst Bader und Freddy Quinn
5. Michael und Robert – Geschrieben von Georg Buschor und Wolfgang Rödelberger
6. Die Reise ohne Wiederkehr – Geschrieben von Kurt Feltz, Mikis Theodorakis und Dimitris Christodoulou. Im Original als Kaïmos von Stelios Kazantzidis & Marinella (1962).[2]

- Seite 2

1. Hamburg – Geschrieben von Hans-Ulrich Weigel und Mickey Newbury. Im Original als Frisco Depot von Micky Newbury (1971).[3]
2. Alle Abenteuer dieser Erde – Geschrieben von Christian Bruhn und Georg Buschor
3. Deine Welt, meine Welt – Geschrieben von Freddy Quinn, Joachim Relin und Victor Bach
4. Hundert Mann und ein Befehl – Geschrieben von Barry Sadler, Ernst Bader und Robin Moore. Im Original als The Ballad of the Green Berets von Barry Sadler (1965).[4]
5. Liebe ist mehr als ein Wort – Geschrieben von Georg Buschor und Wolfgang Rödelberger
6. St. Helena – Geschrieben von Georg Buschor und Wolfgang Rödelberger